# 雲仙市立千々石第一小学校
雲仙市立千々石第一小学校（うんぜんしりつ ちぢわだいいちしょうがっこう）は、長崎県雲仙市千々石町戊（ぼ）にある公立小学校。略称「一小」。

## 概要
歴史
1873年（明治6年）に千々石村に創立された「小倉小学校」を前身とする。2013年（平成25年）に創立140周年を迎えた。
学校教育目標
「心豊かで生き生きと活動する子どもの育成」
校章
旧・千々石町章の中に、校名の「一小」の文字（縦書き）を置いている。
校歌
1949年（昭和24年）に制定。作詞は松本滝朗、作曲は小坂井桂次郎による。歌詞は3番まであり、歌詞中に校名は登場しない。
校区
雲仙市千々石地区（旧・千々石町）の「上石田、下石田、瀬々尾、中島、上町、中町、北元江、八ヶ島、犬丸、南元江、日ノ田、須ノ崎、金屋、釜、上塩浜、下塩浜、塩屋、島、平和、大迫、峯、中尾、河内、岡東、吾妻一、吾妻二、平畑、上山頭、下山頭、寺ノ元、下狩場、上野田、神ノ下、森馬、白津、野取」。中学校区は雲仙市立千々石中学校。

## 沿革
- 1873年（明治6年）- 高来郡千々石村小倉名[2]城台二三郎所有の土蔵2階を教場として「小倉小学校」が開校。下峰名[2]にも教場を設置する。
- 1874年（明治7年）7月8日 - 「第五大学区 第三中学区[3] 小倉小学校」として長崎県に設置認可される[4]。
- 1875年（明治8年）3月13日 - 「第五大学区 第三中学区 船津小学校」が開校。
- 1876年（明治9年）- 「第五大学区 第三中学区 木場小学校」が開校。
- 1877年（明治10年）6月4日 - 学区改定により、「第五大学区 第二中学区[5]小倉小学校」に改称。
- 1878年（明治11年）
  - 4月 - 郡制の施行により南高来郡の管轄となる。
  - この年 - 小倉小学校（下峰分舎を含む）と船津小学校が統合され、「南高来郡小浜部[6]千々石小学校」となる。
- 1880年（明治13年）- 教育令の施行により、「千々石部 公立千々石小学校」に改称。
- 1882年（明治15年）- 教育令の改正により、中等科を設置の上「千々石部 公立中等千々石小学校」に改称。
- 1884年（明治17年）12月 - 木場小学校を統合し、木場分校とする。
- 1886年（明治19年）9月 - 小学校令の施行により、「尋常千々石小学校」に改称（修業年限4年）。
  - 木場分校が分離し「簡易木場小学校」として独立。
- 1889年（明治22年）4月1日 - 町村制の施行により、千々石村立の小学校となる。
- 1892年（明治25年）- 元江甲之1番地に新校舎が完成。
- 1893年（明治26年）4月1日 - 小学校令の改正により、「千々石尋常小学校」に改称（「尋常」の位置が変わる）。
- 1895年（明治28年）4月1日 - 高等科を併設し、「千々石尋常高等小学校」に改称（尋常科4年・高等科4年）。
- 1908年（明治41年）4月1日 - 小学校令の改正により、義務教育年限（尋常科の修業年限）が4年から6年に延長される。
  - 旧・高等科1年を尋常科5年に、旧・高等科2年を尋常科6年に、旧・高等科3年を高等科1年に、旧・高等科4年を高等科2年に振り替える。
- 1910年（明治43年）- 現在地に校舎を新築し移転を完了。
- 1916年（大正5年）5月 - 千々石実業補習学校（修業年限2年）が併設される。尋常科修了後に高等科へ進学しない児童を対象とする。
- 1935年（昭和10年）- 青年学校令の施行により、併設の千々石実業補習学校が「千々石青年学校」となる。
- 1927年（昭和2年）- 校舎を増築、運動場を拡張。尋常科1年生のみを収容する下峰分校[7]を開設。
- 1928年（昭和3年）
  - この年 - 下峰分校を増築し、尋常科2年生までを収容。
  - 11月1日 - 千々石町の発足により、千々石町立の小学校となる。
- 1941年（昭和16年）4月1日 - 国民学校令の施行により、「千々石町第一国民学校」に改称。尋常科を初等科に改める（初等科6年・高等科2年）。
  - この時、木場尋常小学校が千々石町第二国民学校となる。
- 1943年（昭和18年）- 下峰分校の校舎建て替えのため仮校舎に移転。
- 1944年（昭和19年）- 下峰分校の新校舎が完成。
- 1947年（昭和22年）4月1日 - 学制改革（六・三制の実施）が行われる。
  - 千々石町第一国民学校の初等科が改組され「千々石町立第一小学校」となる。
  - 千々石町第一国民学校の高等科および青年学校の普通科が改組され、新制中学校「千々石町立千々石中学校」が発足（修業年限は3年で、義務教育となる）。
    - 校舎完成までの間、中学校は小学校校舎に併設される。
- 1948年（昭和23年）- 炊事場を増設し、給食を開始。
- 1949年（昭和24年）- 中学校校舎が橘神社境内に新設されたため、中学校との併設を解消。
- 1951年（昭和26年）- 講堂が千々石公民館に改造される。
- 1952年（昭和27年）- 理科室兼図書館が完成。
- 1964年（昭和39年）4月 - 特殊学級を開設。
- 1968年（昭和43年）- 鉄筋コンクリート造3階建ての新校舎（第一期工事）が完成。
- 1969年（昭和44年）
  - 3月31日 - 下峰分校を廃止。
  - この年 - 新校舎（第二期工事）が完成。
- 1970年（昭和45年）- 運動場を拡張。体育館が完成。
- 1979年（昭和54年）- カラーテレビを設置。
- 1984年（昭和59年）- 飼育舎が完成。
- 1994年（平成6年）- プールが完成。
- 2005年（平成17年）10月11日 - 雲仙市の発足により、「雲仙市立千々石第一小学校」（現校名）に改称。
- 2026年（令和8年）4月1日 - 雲仙市立千々石第二小学校を統合（予定）[8]。

## 交通アクセス
最寄りのバス停
- 島鉄バス 島原・雲仙・愛野・諫早線「千々石学校前」バス停

最寄りの国道
- 国道57号（島原街道）

## 周辺
- 雲仙市役所 千々石総合支所（旧・千々石町役場）
- 雲仙市立千々石中学校
- JA雲仙島原千々石店
- 千々石郵便局